# Krupnik
Krupnik (Ba Lan, Bêlarut) hoặc Krupnikas (Litva) là một thức uống có cồn ngọt truyền thống tương tự như rượu mùi, chế biến từ lúa mạch (thường là vodka) và mật ong, rất phổ biến ở Ba Lan, Bêlarut và Litva. Ở Ba Lan, krupnik được xếp vào nhóm nalewka của đồ uống có cồn. Các phiên bản sản xuất thương mai của krupnik có độ cồn 40–50% (minh chứng độ cồn 80–100), nhưng các phiên bản truyền thống sẽ sử dụng 80–100% là cồn từ lúa mạch. Ngoài lúa mạch là thành phần chính, người ta còn tạo vị ngọt bằng mật ong clover honey, kèm với 50 loại thảo mộc khác nhau. Một số công thức nấu rượu đã được lưu truyền qua nhiều thế hệ; mỗi nhà sản xuất thường sử dụng công thức bí mật của họ. Krupnik có nguồn gốc từ lãnh thổ thuộc Belarus ngày nay, thời đó là một phần của Khối thịnh vượng chung Ba Lan-Litva. Krupnik đôi khi được đun nóng trước khi được phục vụ.
Truyền thuyết kể lại rằng công thức nấu rượu được sáng tạo bởi các tu sĩ theo dòng thánh Benedict tại một tu viện ở Niaśviž (lúc đó gọi là Nieśwież) do Mikołaj Krzysztof "Sierotka" Radziwiłł thành lập. Được biết đến ở Ba Lan và Litva (bao gồm cả Belarus ngày nay) lâu đời nhất là từ thế kỷ XVI, thức rượu này sớm trở nên phổ biến trong giai cấp szlachta (một giai cấp quý tộc) của Khối thịnh vượng chung Ba Lan-Litva. Có rất nhiều công thức trong các cuốn nhật ký được bảo tồn và lưu giữ cho đến ngày nay. Krupnik cũng được sử dụng như một chất khử trùng phổ biến của binh lính Ba Lan trong Thế chiến II.
Gia vị cay và thảo mộc làm nên hương vị độc đáo. Thương hiệu mật ong và tỷ lệ gia vị chính là những yếu tố quan trọng quyết định hương vị cuối cùng của krupnik. Một hỗn hợp của mật ong và gia vị được pha loãng, đun sôi và lọc trước khi đổ vào vodka lúa mạch. Rượu có thể uống nóng, ở nguội hoặc ướp lạnh.
"Krupnik" cũng là tên thương hiệu của một loạt đồ uống có cồn được sản xuất bởi công ty Belvédère, gồm krupnik, vodka và các loại nalewki khác. Năm 2014, Krupnik là thương hiệu vodka phổ biến thứ tám trên thế giới tính theo doanh số.